# Kontopígado
Kontopígado (en griego, Κοντοπήγαδο) es un yacimiento arqueológico ubicado en una colina de Atenas, Grecia. 
El yacimiento está situado a unos 5 km de distancia de la acrópolis de Atenas, en el municipio de Álimos. Aquí se han encontrado dos complejos de edificios del periodo micénico que se construyeron sobre otros edificios anteriores, del periodo heládico antiguo. A unos 300 m al sur de la colina se han sacado a la luz los restos de un extenso taller que probablemente producía tejidos y cerámica, que también pertenece al periodo micénico. Otros hallazgos destacados de la zona pertenecientes al periodo micénico incluyen una serie de figurillas de terracota antropomorfas y zoomorfas que debieron utilizarse para actividades relacionadas con el culto, por lo que se ha sugerido que en las proximidades debió haber uno o más lugares donde se ejercían actividades religiosas o que el taller estaba relacionado con esta actividad.